# 佐藤永基
佐藤 永基（さとう えいき、2001年5月23日 - ）は、日本出身のプロアイスホッケー選手。ポジションはゴールテンダー。アジアリーグアイスホッケーのレッドイーグルス北海道に所属。

## 経歴
白樺学園高等学校から東洋大学に進学。
2024年5月7日にアジアリーグアイスホッケーのレッドイーグルス北海道に入団。

## 詳細情報

### 背番号
- 44（2024年 - ）